# Lijst van landen in 1813
Hieronder volgt een lijst van landen van de wereld in 1813.

## Uitleg
- Onder het kopje Onafhankelijke landen zijn de landen in de wereld opgelijst die in 1813 onafhankelijk waren.
- Alle de facto onafhankelijke staten die niet, of slechts in zeer beperkte mate, door andere landen werden erkend, zijn weergegeven onder het kopje Niet algemeen erkende landen.
- De afhankelijke gebieden, dat wil zeggen gebieden die niet worden gezien als een integraal onderdeel van de staat waar ze afhankelijk van zijn, zoals vazalstaten, protectoraten en kolonies, zijn weergegeven onder het kopje Niet-onafhankelijke gebieden.
- De belangrijkste dynastieën binnen de Marathaconfederatie staan vermeld onder het kopje Dynastieën binnen de Marathaconfederatie en de in grote mate onafhankelijke onderdelen van het Mogolrijk zijn weergegeven onder het kopje Staten binnen het Mogolrijk.
- De zelfstandige koninkrijken van het Koninkrijk Bali zijn weergegeven onder het kopje Balinese koninkrijken.

## Staatkundige veranderingen in 1813
- 14 maart: Russische bezetting van het Hertogdom Warschau.
- 18 maart: Hamburg wordt weer onafhankelijk.
- 29 mei: Hamburg wordt weer een deel van Frankrijk.
- 8 augustus: onafhankelijkheid van de Verenigde Staten van Venezuela.
- 21 september: einde van de de facto onafhankelijkheid van Servië.
- 12 oktober: einde van de Perzische bezetting van het Kanaat Talysh. Het wordt weer een Russische vazalstaat.
- 12 oktober: de officiële naam van Paraguay wordt de Republiek Paraguay.
- 19 oktober: opheffing van de Rijnbond. De onafhankelijke staten die ontstaan zijn: Beieren, Württemberg, Baden, Hessen, Nassau, Hohenzollern-Hechingen, Hohenzollern-Sigmaringen, Liechtenstein, Würzburg, Saksen-Weimar-Eisenach, Saksen-Gotha-Altenburg, Saksen-Meiningen, Saksen-Coburg-Saalfeld, Anhalt-Bernburg, Anhalt-Dessau, Anhalt-Köthen, Lippe, Schaumburg-Lippe, Reuss-Ebersdorf, Reuss-Lobenstein, Reuss oudere linie, Reuss-Schleiz-Gera, Schwarzburg-Rudolstadt, Schwarzburg-Sondershausen, Waldeck, Mecklenburg-Schwerin en Mecklenburg-Strelitz. Westfalen, Berg, Saksen en Von der Leyen worden door de geallieerden bezet.
- 30 oktober: heroprichting van het Keurvorstendom Hessen (voorheen onderdeel van het Koninkrijk Westfalen).
- 6 november: heroprichting van het Keurvorstendom Hannover en Hertogdom Brunswijk (voorheen onderdeel van het Koninkrijk Westfalen).
- 6 november: onafhankelijkheid van de Vrije en Hanzestad Bremen (voorheen onderdeel van Frankrijk).
- 8 november: Jever komt toe aan Rusland.
- 21 november: oprichting van het Soeverein Vorstendom der Verenigde Nederlanden.
- 1 december: heroprichting van Oldenburg (voorheen onderdeel van het Franse Keizerrijk).
- 1 december: einde van de Franse annexatie van Andorra.
- 11 december: einde van het Napoleontische bestuur in Spanje.
- 12 december: de Britten claimen Columbia District.
- 14 december: onafhankelijkheid van de Vrije Stad Frankfurt.
- 31 december: einde van de Franse overheersing in Zwitserland.
- Einde van de onafhankelijkheid van het Sultanaat Sambas.
- Lübeck weer onafhankelijk.
- Perzische annexatie van het Kanaat Khoy.
- Onafhankelijkheid van Khairpur.
- Einde van de Siamese bezetting van Champassak.
- Bahrein wordt geheel onafhankelijk.
- Oprichting van de onafhankelijke staat Griekwastad.
- Mehtuli en het Sultanaat Qutqashen komen onder Russische suvereiniteit.
- Hawwara wordt veroverd door Egypte.
- Het Sultanaat Asahan wordt onafhankelijk van Atjeh.

## Onafhankelijke landen

### A
| Korte landsnaam (Nederlands)       | Lange landsnaam (Nederlands)                                    | Korte landsnaam (oorspronkelijke taal/talen) |
| ---------------------------------- | --------------------------------------------------------------- | -------------------------------------------- |
| Abemama                            | Koninkrijk Abemama                                              | Kiribatisch: Abemama                         |
| Aboh                               | Koninkrijk Aboh                                                 | Yoruba: Obodo Eze                            |
| Abu Dhabi                          | Emiraat Abu Dhabi                                               | Arabisch: Abū Ẓabī / أبوظبي                  |
| Adrar                              | Emiraat Adrar                                                   | Arabisch: Adrar / ولاية آدرار                |
| Afghanistan                        | Emiraat Afghanistan (ook wel: Kabulistan / Rijk der Durraniden) | Dari en Pasjtoe: Afġānistān / افغانستان      |
| Agadez                             | Sultanaat Agadez (ook wel: Sultanaat Aïr)                       | Arabisch: Toeareg:                           |
| Agwe                               | Koninkrijk Agwe                                                 | Ewe: Agwe                                    |
| Ahom                               | Koninkrijk Ahom (ook wel: Koninkrijk Assam)                     | Assamees: আহোম ৰাজ্য                            |
| Ajman                              | Emiraat Ajman                                                   | Arabisch: ʿAǧmān / عجمان                     |
| Akure                              | Koninkrijk Akure                                                | Yoruba: Akure                                |
| Akwa Akpa                          | Akwa Akpa                                                       | Ibibio: Akwa Akpa                            |
| Akyem                              | Confederatie van Akyem-staten                                   | Twi: Akyem                                   |
| Alo                                | Alo (ook wel: Koninkrijk Tu'a of Koninkrijk Futuna)             | Futunisch: Tu'a                              |
| Amarro                             | Koninkrijk Amarro (ook wel: Amaro)                              | Sidamo: Amarro                               |
| Andorra (vanaf 1 december)         | Vorstendom Andorra                                              | Catalaans, Frans en Spaans: Andorra          |
| Angoche                            | Sultanaat Angoche                                               | Ekoti: Angoche                               |
| Anhalt-Bernburg (vanaf 19 oktober) | Hertogdom Anhalt-Bernburg                                       | Duits: Anhalt-Bernburg                       |
| Anhalt-Dessau (vanaf 19 oktober)   | Hertogdom Anhalt-Dessau                                         | Duits: Anhalt-Dessau                         |
| Anhalt-Köthen (vanaf 19 oktober)   | Hertogdom Anhalt-Köthen                                         | Duits: Anhalt-Köthen                         |
| Ankole                             | Koninkrijk Ankole (ook wel: Nkore)                              | Nkore: Nkore                                 |
| Anziku                             | Koninkrijk Anziku (ook wel: Teke / Tio / Tyo)                   |                                              |
| Aro                                | Confederatie van de Aro                                         | Igbo: Omu Aro                                |
| Asahan (vanaf 1813)                | Sultanaat Asahan                                                | Maleis: Asahan                               |
| Ashanti                            | Koninkrijk Ashanti                                              | Akan: Asanteman                              |
| Assinie                            | Koninkrijk Assinie                                              |                                              |
| Atjeh                              | Sultanaat Atjeh                                                 | Atjehs: Acèh                                 |
| Awsa                               | Afar Sultanaat Awsa                                             | Afar: Awsa                                   |

### B
| Korte landsnaam (Nederlands) | Lange landsnaam (Nederlands)                         | Korte landsnaam (oorspronkelijke taal/talen) |
| ---------------------------- | ---------------------------------------------------- | -------------------------------------------- |
| Baden (vanaf 19 oktober)     | Groothertogdom Baden                                 | Duits: Baden                                 |
| Baguirmi                     | Sultanaat Baguirmi                                   | Baguirmi: Baguirmi                           |
| Bahawalpur                   | Bahawalpur                                           | Urdu: بہاولپور                               |
| Bahrein (vanaf 1813)         | Bahrein                                              | Arabisch: al-Bahrayn / البحرين               |
| Bajini                       | Sultanaat Bajini                                     | Comorees: Bajini                             |
| Bali                         | Koninkrijk Bali                                      | Balinees: Bali                               |
| Baltistan                    | Baltistan                                            | Balti: Baltiyul / བལྟིསྟན / بلتیول              |
| Bambao                       | Sultanaat Bambao                                     | Comorees: Bambao                             |
| Bambara                      | Rijk van de Bambara (ook wel: Bamana / Ségou / Segu) | Bambara:                                     |
| Bamum                        | Koninkrijk Bamum (ook wel: Bamoun)                   | Mbum: Bamum                                  |
| Banana Islands               | Banana Islands                                       | Engels: Banana Islands                       |
| Baol                         | Koninkrijk Baol                                      | Serer: Bawol                                 |
| Bara                         | Koninkrijk Bara                                      | Malagassisch: Bara                           |
| Barotseland                  | Koninkrijk Barotseland                               | Lozi: Bulozi                                 |
| Barra                        | Barra                                                | Mandinka: Niumi                              |
| Bawlake                      | Bawlake                                              | Kayah:                                       |
| Beieren (vanaf 19 oktober)   | Koninkrijk Beieren                                   | Duits: Bayern                                |
| Benin                        | Koninkrijk Benin                                     | Edo: Edo                                     |
| Bhutan                       | Bhutan                                               | Dzongkha: Druk Yul / འབྲུག་ཡུལ་                 |
| Birma                        | Koninkrijk Birma (Konbaung-dynastie)                 | Birmaans:                                    |
| Biu                          | Koninkrijk Biu                                       | Bura-Pabir: Biu                              |
| Boechara                     | Emiraat Boechara (ook wel: Bukhara / Buchara)        | Oezbeeks: Buxoro / Бухоро Tadzjieks: Бухоро  |
| Boeganda                     | Koninkrijk Boeganda                                  | Luganda: Buganda                             |
| Boina                        | Koninkrijk Boina                                     | Malagassisch: Boina                          |
| Bonabele                     | Bonabele                                             | Duala: Bonabele                              |
| Bondu                        | Bondu                                                | Fula: Bundu Mandinka:                        |
| Bone                         | Bone (ook wel: Boni)                                 | Boeginees:                                   |
| Bono                         | Koninkrijk Bono                                      | Abron: Bonoman                               |
| Bora Bora                    | Koninkrijk Bora Bora                                 | Tahitiaans: Porapora                         |
| Bornu                        | Koninkrijk Bornu                                     | Kanuri: Bornu                                |
| Brakna                       | Emiraat Brakna                                       | Arabisch: Brakna / ولاية البراكنة            |
| Bremen (vanaf 6 november)    | Vrije en Hanzestad Bremen                            | Duits: Bremen                                |
| Brunei                       | Staat Brunei                                         | Maleis: Brunei Darussalam / دارالسلام        |
| Brunswijk (vanaf 6 november) | Hertogdom Brunswijk                                  | Duits: Braunschweig                          |
| Bunyoro-Kitara               | Koninkrijk Bunyoro-Kitara                            | Nyoro: Bunyoro-Kitara                        |
| Burundi                      | Koninkrijk Burundi                                   | Kirundi: Burundi                             |
| Busoga                       | Koninkrijk Busoga                                    | Lusoga: Busoga                               |
| Buton                        | Sultanaat Buton (ook wel: Butung)                    | Cia-Cia: Moronene: Wolio:                    |

### C
| Korte landsnaam (Nederlands) | Lange landsnaam (Nederlands)                               | Korte landsnaam (oorspronkelijke taal/talen)          |
| ---------------------------- | ---------------------------------------------------------- | ----------------------------------------------------- |
| Cayor                        | Koninkrijk Cayor                                           | Wolof: Kayor                                          |
| Chamba                       | Chamba                                                     | Chambeali:                                            |
| Chaubisi Rajya               | Chaubisi Rajya (ook wel: Chaubise Rajya / Chaubisye Rajya) | Nepalees:                                             |
| China                        | Keizerrijk van de Grote Qing                               | Mandarijn: Zhongguo / 中國 Mantsjoe: Dulimbai Gurun / |
| Chitral                      | Chitral                                                    | Khowar: Chitral                                       |
| Cospaia                      | Republiek Cospaia                                          | Italiaans: Cospaia                                    |

### D
| Korte landsnaam (Nederlands) | Lange landsnaam (Nederlands)               | Korte landsnaam (oorspronkelijke taal/talen) |
| ---------------------------- | ------------------------------------------ | -------------------------------------------- |
| Dahomey                      | Koninkrijk Dahomey                         | Fon: Danhome                                 |
| Damagaram                    | Sultanaat Damagaram                        | Hausa: Damagaram                             |
| Darfur                       | Sultanaat Darfur                           | Fur: Darfur                                  |
| Darvaz                       | Darvaz (ook wel: Darwaz / Darvoz / Darwoz) | Perzisch: Darvāz / درواز                     |
| Daura                        | Daura                                      | Hausa: Daura                                 |
| Dauro                        | Koninkrijk Dauro                           | Kaffa: Dauro                                 |
| Denemarken-Noorwegen         | Koninkrijk Denemarken en Noorwegen         | Deens en Noors: Danmark–Norge                |
| Dendi                        | Koninkrijk Dendi                           | Songhai: Dendi                               |
| Dosso                        | Koninkrijk Dosso                           | Zarma: Doso                                  |

### E
| Korte landsnaam (Nederlands) | Lange landsnaam (Nederlands)                        | Korte landsnaam (oorspronkelijke taal/talen) |
| ---------------------------- | --------------------------------------------------- | -------------------------------------------- |
| Ethiopië                     | Keizerrijk Ethiopië (ook wel: Keizerrijk Abessinië) | Amhaars: ኢትዮጵያ / ʾĪtyōppyā                   |

### F
| Korte landsnaam (Nederlands)  | Lange landsnaam (Nederlands)                       | Korte landsnaam (oorspronkelijke taal/talen) |
| ----------------------------- | -------------------------------------------------- | -------------------------------------------- |
| Fezzan                        | Sultanaat Fezzan                                   |                                              |
| Fika                          | Emiraat Fika                                       | Bole: Fika                                   |
| Fouta Djallon                 | Koninkrijk Fouta Djallon (ook wel: Almamaat Timbo) | Fula: Fuuta Jallon                           |
| Fouta Toro                    | Koninkrijk Fouta Toro                              | Fula: Fuuta Tooro                            |
| Frankfurt (vanaf 14 december) | Vrije Stad Frankfurt                               | Duits: Frankfurt                             |
| Frankrijk                     | Franse Keizerrijk                                  | Frans: France                                |

### G
| Korte landsnaam (Nederlands) | Lange landsnaam (Nederlands)                | Korte landsnaam (oorspronkelijke taal/talen) |
| ---------------------------- | ------------------------------------------- | -------------------------------------------- |
| Garo                         | Koninkrijk Garo (ook wel: Koninkrijk Bosha) | Sidama: Garo                                 |
| Geledi                       | Sultanaat Geledi                            | Arabisch: غوبرون Somalisch: Geledi           |
| Gera                         | Koninkrijk Gera                             | Afaan Oromo: Gera                            |
| Gimirra                      | Koninkrijk Gimirra                          | Yemsa: Gimirra                               |
| Gliji                        | Gliji (ook wel: Genyigba)                   | Gen:                                         |
| Gomma                        | Koninkrijk Gomma                            | Afaan Oromo: Goma                            |
| Grand-Bassam                 | Koninkrijk Grand-Bassam                     | Moossou                                      |
| Griekwastad (vanaf 1813)     | Griekwastad                                 | Nederlands: Griekwastad                      |
| Gumel                        | Emiraat Gumel                               | Hausa: Gumel                                 |
| Gumma                        | Koninkrijk Gumma                            | Afaan Oromo: Gumma                           |

### H
| Korte landsnaam (Nederlands)                | Lange landsnaam (Nederlands)                            | Korte landsnaam (oorspronkelijke taal/talen) |
| ------------------------------------------- | ------------------------------------------------------- | -------------------------------------------- |
| Habr Yunis                                  | Sultanaat Habr Yunis                                    | Arabisch: هبر يونس Somalisch: Habar Yoonis   |
| Hamahame                                    | Sultanaat Hamahame                                      | Comorees: Hamahame                           |
| Hamamvu                                     | Sultanaat Hamamvu                                       | Comorees: Hamamvu                            |
| Hambu                                       | Sultanaat Hambu                                         | Comorees: Hambu                              |
| Hamburg (van 18 maart tot 29 mei)           | Vrije en Hanzestad Hamburg                              | Duits: Hamburg                               |
| Hannover (vanaf 6 november)                 | Keurvorstendom Hannover                                 | Duits: Hannover                              |
| Harar                                       | Emiraat Harar                                           | Ge'ez: Harar / ሐረር                           |
| Hawaï                                       | Koninkrijk Hawaï                                        | Hawaïaans: Hawai'i                           |
| Hawwara (tot 1813)                          | Hawwara (ook wel: Huwwara / Howwara / Hewwara / Houara) | Arabisch: الهوارة Berbers: Ihuwwaren         |
| Hessen (vanaf 19 oktober)                   | Groothertogdom Hessen (ook wel: Hessen-Darmstadt)       | Duits: Hessen                                |
| Hessen-Kassel (vanaf 30 oktober)            | Keurvorstendom Hessen                                   | Duits: Kurhessen                             |
| Hohenzollern-Hechingen (vanaf 19 oktober)   | Vorstendom Hohenzollern-Hechingen                       | Duits: Hohenzollern-Hechingen                |
| Hohenzollern-Sigmaringen (vanaf 19 oktober) | Vorstendom Hohenzollern-Sigmaringen                     | Duits: Hohenzollern-Sigmaringen              |
| Huahine                                     | Koninkrijk Huahine                                      | Tahitiaans: Huahine                          |
| Huambo                                      | Koninkrijk Huambo (ook wel: Wambu)                      | Umbundu: Wambu                               |

### I
| Korte landsnaam (Nederlands) | Lange landsnaam (Nederlands)                                             | Korte landsnaam (oorspronkelijke taal/talen) |
| ---------------------------- | ------------------------------------------------------------------------ | -------------------------------------------- |
| Idoani                       | Confederatie Idoani                                                      | Yoruba: Idoani                               |
| Igala                        | Koninkrijk Igala (ook wel: Koninkrijk Idah)                              | Igala: Igala                                 |
| Igara                        | Koninkrijk Igara                                                         | Hororo: Igara                                |
| Igbirra                      | Igbirra (ook wel: Ebira)                                                 | Igbirra: Igbirra                             |
| Ijebu                        | Koninkrijk Ijebu (ook wel: Koninkrijk Jebu)                              | Yoruba: Ijebu                                |
| Ilé-Ifè                      | Koninkrijk Ilé-Ifè                                                       | Yoruba: Ilé—Ifẹ̀                              |
| Imerina                      | Koninkrijk Imerina (ook wel: Koninkrijk Merina / Koninkrijk Ambohimanga) | Plateaumalagasi: Imerina                     |
| Isedo                        | Koninkrijk Isedo                                                         | Yoruba: Ìsẹ̀dó                                |
| Itsandra                     | Sultanaat Itsandra                                                       | Comorees: Itsandra                           |
| Iwo                          | Koninkrijk Iwo                                                           | Yoruba: Iwo                                  |

### J
| Korte landsnaam (Nederlands) | Lange landsnaam (Nederlands)                    | Korte landsnaam (oorspronkelijke taal/talen) |
| ---------------------------- | ----------------------------------------------- | -------------------------------------------- |
| Jaintia                      | Koninkrijk Jaintia                              | Pnar:                                        |
| Jambi                        | Jambi                                           | Jambimaleis: Jambi                           |
| Janjira                      | Janjira                                         |                                              |
| Japan                        | Tokugawa-shogunaat                              | Japans: Nippon / 日本                        |
| Jimma                        | Koninkrijk Jimma                                | Ometo: Kaka Jima                             |
| Johor                        | Sultanaat Johor (ook wel: Sultanaat Johor-Riau) | Johormaleis: Johor                           |
| Jolof                        | Koninkrijk Jolof                                | Wolof: Jolof                                 |
| Joseon                       | Koninkrijk Groot Joseon                         | Koreaans: Chosŏn / 대조선국                  |

### K
| Korte landsnaam (Nederlands) | Lange landsnaam (Nederlands)                       | Korte landsnaam (oorspronkelijke taal/talen)                 |
| ---------------------------- | -------------------------------------------------- | ------------------------------------------------------------ |
| Kaabu                        | Koninkrijk Kaabu (ook wel: Gabu / Ngabou / N’Gabu) | Madninka: Kaabu                                              |
| Kaarta                       | Koninkrijk Kaarta                                  | Bambara: Kaarta                                              |
| Kabasarana                   | Kabasarana                                         |                                                              |
| Kachari                      | Koninkrijk Kachari (ook wel: Koninkrijk Dimasa)    | Assamees: কছাৰী ৰাজ্য                                            |
| Kaffa                        | Koninkrijk Kaffa                                   | Kaffa: Kaffa                                                 |
| Kajara                       | Koninkrijk Kajara                                  | Kajara                                                       |
| Kalabari                     | Koninkrijk Kalabari                                | Kalabari: Kalabari                                           |
| Kandy                        | Koninkrijk Kandy                                   | Singalees: සිංහලේ රාජධානිය Tamil:                                  |
| Karagwe                      | Koninkrijk Karagwe                                 | Nyambo: Karagwe                                              |
| Kasanje                      | Koninkrijk Kasanje (ook wel: Koninkrijk Jaga)      | Kasanzi                                                      |
| Kazembe                      | Koninkrijk Kazembe                                 | Bemba: Kazembe                                               |
| Kebbi                        | Emiraat Kebbi (ook wel: Emiraat Argungu)           | Hausa: Kebbi                                                 |
| Kénédougou                   | Koninkrijk Kénédougou                              | Maninka: Kenedugu                                            |
| Ketu                         | Ketu (ook wel: Ketou)                              | Yoruba: Ketu                                                 |
| Khairpur (vanaf 1813)        | Khairpur                                           |                                                              |
| Khasso                       | Koninkrijk Khasso                                  | Fula: Xaaso                                                  |
| Kilwa                        | Sultanaat Kilwa                                    | Swahili: Kilwa                                               |
| Kitangonya                   | Sjeikdom Kitangonya                                | Kitangonya                                                   |
| Kokand                       | Kanaat Kokand (ook wel: Kanaat Farghana)           | Perzisch: خوقند Russisch: Коканд                             |
| Kombo                        | Koninkrijk Kombo                                   |                                                              |
| Kong                         | Koninkrijk Kong (ook wel: Wattara / Ouattara)      | Dioula: Kong                                                 |
| Kongo                        | Koninkrijk Kongo                                   | Kikongo: Kongo                                               |
| Konta                        | Koninkrijk Konta                                   | Kaffa: Konta                                                 |
| Kooki                        | Koninkrijk Kooki                                   | Kooki                                                        |
| Koya Temne                   | Koninkrijk Koya Temne                              | Temne: Koya-Temne                                            |
| Kpa Mende                    | Confederatie Kpa Mende                             | Mende: Kpaa Mende                                            |
| Krung Thep                   | Koninkrijk Krung Thep (ook wel: Koninkrijk Siam)   | Thai:                                                        |
| Kuba                         | Koninkrijk Kuba (ook wel: Koninkrijk Bushongo)     |                                                              |
| Kubu                         | Kubu                                               |                                                              |
| Kunduz                       | Kanaat Kunduz                                      | Dari: قندوز Oezbeeks: Kunduz Pasjtoe: کندز Tadzjieks: Қундуз |
| Kutai Kartanegara            | Kutai Kartanegara                                  | Kutai:                                                       |
| Kutch                        | Kutch                                              | Kutchi:                                                      |
| Kwararafa                    | Kwararafa                                          | Jukun Takum:                                                 |

### L
| Korte landsnaam (Nederlands)     | Lange landsnaam (Nederlands)             | Korte landsnaam (oorspronkelijke taal/talen) |
| -------------------------------- | ---------------------------------------- | -------------------------------------------- |
| La Dombe                         | Sultanaat La Dombe                       | Comorees:                                    |
| Laghouat                         | Laghouat                                 | Arabisch: الأغواط Berbers:                   |
| Lanao                            | Confederatie van Sultanaten in Lanao     | Maranao:                                     |
| Lete                             | Lete (ook wel: Balete)                   | Tswana: baLete                               |
| Liechtenstein (vanaf 19 oktober) | Vorstendom Liechtenstein                 | Duits: Liechtenstein                         |
| Limmu-Ennarea                    | Koninkrijk Limmu-Ennarea                 | Afaan Oromo: Limu-'Enarya                    |
| Lippe (vanaf 19 oktober)         | Vorstendom Lippe                         | Duits: Lippe                                 |
| Loango                           | Koninkrijk Loango                        | Kikongo: Lwããgu                              |
| Luba                             | Koninkrijk Luba                          | Tshiluba: Luba                               |
| Lübeck (vanaf 1813)              | Vrije en Hanzestad Lübeck                | Duits: Lübeck                                |
| Lunda                            | Koninkrijk Lunda                         | Tshilunda: Lunda                             |
| Luuka                            | Luuka                                    | Lusoga: Luuka                                |
| Luwu                             | Koninkrijk Luwu (ook wel: Luwuq / Wareq) | Boeginees: Luwu / ᨒᨘᨓᨘ                         |

### M
| Korte landsnaam (Nederlands)            | Lange landsnaam (Nederlands)                                | Korte landsnaam (oorspronkelijke taal/talen) |
| --------------------------------------- | ----------------------------------------------------------- | -------------------------------------------- |
| Maguindanao                             | Sultanaat Maguindanao                                       | Arabisch:                                    |
| Majeerteen                              | Sultanaat Majeerteen (ook wel: Sultanaat Harti / Majerteen) | Arabisch: ماجرتين Somalisch: Majeerteen      |
| Mandara                                 | Sultanaat Mandara (ook wel: Sultanaat Wandala)              | Mandara                                      |
| Manipur                                 | Koninkrijk Manipur                                          |                                              |
| Mankessim                               | Koninkrijk Mankessim                                        | Fante: Mankessim                             |
| Maore                                   | Sultanaat Maore (ook wel: Sultanaat Mawuti)                 | Comorees:                                    |
| Maradi                                  | Maradi                                                      | Hausa: Maradi                                |
| Maratharijk                             | Marathaconfederatie                                         | Marathi: Marāṭhā Sāmrājya / मराठा साम्राज्य        |
| Maravi                                  | Koninkrijk Maravi                                           | Nyanja:                                      |
| Marokko                                 | Koninkrijk Marokko                                          | Arabisch: al-Maġrib / المغرب                 |
| Massina                                 | Massina                                                     | Fula:                                        |
| Mataram                                 | Sultanaat Mataram                                           | Javaans: Mataram                             |
| Maymana                                 | Kanaat Maymana (ook wel: Maimana)                           | Perzisch: Maymana / میمنه                    |
| Mbaku                                   | Sultanaat Mbaku                                             | Comorees: Mbaku                              |
| Mbude                                   | Sultanaat Mbude                                             | Comorees: Mbude                              |
| Mbunda                                  | Koninkrijk Mbunda                                           | Mbunda: Mbunda                               |
| Mecklenburg-Schwerin (vanaf 19 oktober) | Hertogdom Mecklenburg-Schwerin                              | Duits: Mecklenburg-Schwerin                  |
| Mecklenburg-Strelitz (vanaf 19 oktober) | Hertogdom Mecklenburg-Strelitz                              | Duits: Mecklenburg-Strelitz                  |
| Mehtuli (tot 1813)                      | Kanaat Mehtuli (ook wel: Dzhengutai / Jengutay)             | Koemuks: Mahtulu xanlıq                      |
| Meliau                                  | Sultanaat Meliau                                            | Meliau                                       |
| Menabe                                  | Koninkrijk Menabe                                           | Sakalava-Malagasi:                           |
| Mitsamihuli                             | Sultanaat Mitsamihuli                                       | Comorees: Mitsamihuli                        |
| Mogolrijk                               | Mogolrijk                                                   | Perzisch: Shāhān-e Moġul / حکومت مغلیاں      |
| Montenegro                              | Prinsbisdom Montenegro                                      | Servisch: Crna Gora / Црна Гора              |
| Mthethwa                                | Mthethwa                                                    | Zoeloe: Mthethwa                             |
| Muscat en Oman                          | Sultanaat Muscat                                            | Arabisch: Masqaṭ wa-‘Umān / مسقط وعمان       |

### N
| Korte landsnaam (Nederlands)  | Lange landsnaam (Nederlands)                   | Korte landsnaam (oorspronkelijke taal/talen) |
| ----------------------------- | ---------------------------------------------- | -------------------------------------------- |
| Nassau (vanaf 19 oktober)     | Hertogdom Nassau                               | Duits: Nassau                                |
| Ndwandwe                      | Ndwandwe                                       | Zoeloe: Ndwandwe                             |
| Ndzuwani                      | Sultanaat Ndzuwani                             | Comorees: Ndzuwani                           |
| Nederland (vanaf 21 november) | Soeverein Vorstendom der Verenigde Nederlanden | Nederlands: Nederland                        |
| Negeri Sembilan               | Negeri Sembilan Darul Khusus                   | Maleis: Negeri Sembilan / نڬري سمبيلن        |
| Nembe                         | Koninkrijk Nembe                               | Izon: Nembe                                  |
| Nepal                         | Koninkrijk Nepal                               | Nepalees: Nepal / नेपाल                        |
| Ngoyo                         | Koninkrijk Ngoyo                               | N'Goyo                                       |
| Niue-Fekai                    | Koninkrijk Niue-Fekai                          | Niuees: Niue-Fekai                           |
| Nshenyi                       | Koninkrijk Nshenyi                             | Hororo: Nshenyi                              |
| Nungu                         | Koninkrijk Nungu                               | Gurma: Nungu                                 |
| Nupe                          | Koninkrijk Nupe                                | Nupe: Nupe                                   |

### O
| Korte landsnaam (Nederlands)             | Lange landsnaam (Nederlands)                   | Korte landsnaam (oorspronkelijke taal/talen) |
| ---------------------------------------- | ---------------------------------------------- | -------------------------------------------- |
| Obwera                                   | Koninkrijk Obwera                              | Hororo: Obwera                               |
| Oke-Ila Orangun                          | Oke-Ila en Ila-Orangun (ook wel Ile-Yara)      | Yoruba: Òkè-Ìlá Òràngún                      |
| Okrika                                   | Koninkrijk Okrika                              | Kalabari: Okrika                             |
| Oldenburg (vanaf 1 december)             | Hertogdom Oldenburg                            | Duits: Oldenburg                             |
| Ondo                                     | Koninkrijk Ondo                                | Yoruba: Ondo                                 |
| Onitsha                                  | Koninkrijk Onitsha                             | Igbo: Ọnịcha                                 |
| Oostenrijk                               | Keizerrijk Oostenrijk                          | Duits: Österreich                            |
| Orungu                                   | Koninkrijk Orungu                              | Myene:                                       |
| Osogbo                                   | Koninkrijk Osogbo                              | Yoruba: Oṣogbo                               |
| Ottomaanse Rijk (ook wel: Osmaanse Rijk) | Sublieme Ottomaanse Staat                      | Osmaans: عثمانلى دولتى / Osmanlı Devleti     |
| Ouaddaï                                  | Koninkrijk Ouaddaï (ook wel: Koninkrijk Wadai) | Maba:                                        |
| Owo                                      | Koninkrijk Owo                                 | Yoruba: Owo                                  |
| Oyo                                      | Koninkrijk Oyo                                 | Yoruba: Oyo                                  |

### P
| Korte landsnaam (Nederlands) | Lange landsnaam (Nederlands)                                    | Korte landsnaam (oorspronkelijke taal/talen) |
| ---------------------------- | --------------------------------------------------------------- | -------------------------------------------- |
| Paaseiland                   | Paaseiland                                                      | Rapa Nui: Rapa Nui                           |
| Pagaruyung                   | Koninkrijk Pagaruyung (ook wel: Minangkabau / Malayapura)       | Maleis:Pagar Ruyung Minangkabaus: Sanskriet: |
| Palembang                    | Sultanaat Palembang                                             | Musi:                                        |
| Papekat                      | Sultanaat Papekat                                               |                                              |
| Paraguay                     | Paraguay (tot 12 oktober) Republiek Paraguay (vanaf 12 oktober) | Spaans: Paraguay                             |
| Pasir                        | Sultanaat Pasir                                                 |                                              |
| Pate                         | Sultanaat Pate                                                  | Swahili:                                     |
| Perak                        | Sultanaat Perak                                                 | Maleis: Perak / ڨيراق                        |
| Perzië                       | Perzische Rijk                                                  | Perzisch: Irân / ایران                       |
| Pontianak                    | Sultanaat Pontianak                                             | Pontianak                                    |
| Porto-Novo                   | Koninkrijk Porto-Novo                                           | Fon: Ajache Ipo                              |
| Portugal                     | Koninkrijk Portugal en de Algarve                               | Portugees: Portugal                          |
| Potiskum                     | Emiraat Potiskum                                                | Ngizim: Potiskum                             |
| Pruisen                      | Koninkrijk Pruisen                                              | Duits: Preußen                               |

### R
| Korte landsnaam (Nederlands)          | Lange landsnaam (Nederlands)                                     | Korte landsnaam (oorspronkelijke taal/talen)        |
| ------------------------------------- | ---------------------------------------------------------------- | --------------------------------------------------- |
| Raiatea                               | Koninkrijk Raiatea                                               | Tahitiaans: Ra'iatea                                |
| Rapa Iti                              | Rapa Iti (ook wel: Oparo)                                        | Rapan: Rapa Iti                                     |
| Ras al-Khaimah                        | Emiraat Ras al-Khaimah (ook wel: Ras al-Chaima)                  | Arabisch: Ras al-Khaimah / رأس الخيمة               |
| Reuss-Ebersdorf (vanaf 19 oktober)    | Vorstendom Reuss-Ebersdorf                                       | Duits: Reuß-Ebersdorf                               |
| Reuss-Lobenstein (vanaf 19 oktober)   | Vorstendom Reuss-Lobenstein                                      | Duits: Reuß-Lobenstein                              |
| Reuss oudere linie (vanaf 19 oktober) | Vorstendom Reuss oudere linie                                    | Duits: Reuß ältere Linie                            |
| Reuss-Schleiz-Gera (vanaf 19 oktober) | Vorstendom Reuss-Schleiz en Gera                                 | Duits: Reuß-Schleiz-Gera                            |
| Rey Bouba                             | Sultanaat Rey Bouba                                              |                                                     |
| Rimatara                              | Koninkrijk Rimatara                                              | Austral: Rimatara                                   |
| Rozwi                                 | Rozwi (ook wel: Lozwi / Changamire / Botwa / Ukalanga / Karanga) | Kalanga:                                            |
| Rujumbura                             | Koninkrijk Rujumbura                                             | Rujumbura                                           |
| Rukiga                                | Koninkrijk Rukiga                                                | Rukiga: Rukiga                                      |
| Rurutu                                | Koninkrijk Rurutu                                                | Rurutisch: Rurutu                                   |
| Rusland                               | Keizerrijk Rusland (ook wel: Russische Rijk)                     | Russisch: Rossijskaja Imperija / Российская Империя |
| Rwanda                                | Koninkrijk Rwanda                                                | Kinyarwanda: Rwanda                                 |

### S
| Korte landsnaam (Nederlands)                 | Lange landsnaam (Nederlands)                                                    | Korte landsnaam (oorspronkelijke taal/talen) |
| -------------------------------------------- | ------------------------------------------------------------------------------- | -------------------------------------------- |
| Saksen-Coburg-Saalfeld (vanaf 19 oktober)    | Hertogdom Saksen-Coburg-Saalfeld                                                | Duits: Sachsen-Coburg-Saalfeld               |
| Saksen-Gotha-Altenburg (vanaf 19 oktober)    | Hertogdom Saksen-Gotha-Altenburg                                                | Duits: Sachsen-Gotha-Altenburg               |
| Saksen-Weimar-Eisenach (vanaf 19 oktober)    | Hertogdom Saksen-Weimar-Eisenach                                                | Duits: Sachsen-Weimar-Eisenach               |
| Saksen-Meiningen (vanaf 19 oktober)          | Hertogdom Saksen-Meiningen (ook wel: Hertogdom Saksen-Meiningen-Hildburghausen) | Duits: Sachsen-Meiningen                     |
| Saloum                                       | Koninkrijk Saloum                                                               | Serer: Saluum                                |
| Sambas (tot 1813)                            | Sultanaat Sambas                                                                | Maleis: Sambas                               |
| Samoa                                        | Koninkrijk Samoa                                                                | Samoaans: Samoa                              |
| Sankul                                       | Sjeikdom Sankul                                                                 | Sankul                                       |
| Sanwi                                        | Koninkrijk Sanwi                                                                | Anyin: Sanwi                                 |
| Sardinië                                     | Koninkrijk Sardinië (ook wel: Piëmont-Sardinië)                                 | Italiaans: Sardegna                          |
| Schaumburg-Lippe (vanaf 19 oktober)          | Vorstendom Schaumburg-Lippe                                                     | Duits: Schaumburg-Lippe                      |
| Schwarzburg-Rudolstadt (vanaf 19 oktober)    | Vorstendom Schwarzburg-Rudolstadt                                               | Duits: Schwarzburg-Rudolstadt                |
| Schwarzburg-Sondershausen (vanaf 19 oktober) | Vorstendom Schwarzburg-Sondershausen                                            | Duits: Schwarzburg-Sondershausen             |
| Selangor                                     | Sultanaat Selangor Darul Ehsan                                                  | Maleis: Selangor / سلاڠور                    |
| Selimbau                                     | Selimbau                                                                        | Maleis: Selimbau                             |
| Sennar                                       | Funj-sultanaat Sennar (ook wel: Sultanaat Sinnar of Blauwe Sultanaat)           | Arabisch: السلطنة الزرقاء                    |
| Sharjah                                      | Emiraat Sharjah                                                                 | Arabisch: Aš Šāriqah / الشارقة               |
| Sheka                                        | Sheka                                                                           | Sheka                                        |
| Shenge                                       | Shenge                                                                          | Shenge                                       |
| Shewa                                        | Shewa (ook wel: Shoa / Shua / Showa / Shuwa)                                    | Afaan Oromo: Shawaa Amhaars: ሸዋ              |
| Shilluk                                      | Koninkrijk Shilluk                                                              | Shilluk: Läg Cøllø                           |
| Siak                                         | Sultanaat Siak Sri Indrapura                                                    | Maleis: Siak                                 |
| Sicilië                                      | Koninkrijk Sicilië                                                              | Italiaans en Siciliaans: Sicilia             |
| Sigave                                       | Koninkrijk Sigave (ook wel: Singave / Sigavé)                                   | Futunisch: Sigave                            |
| Sikh                                         | Rijk van de Sikhs (ook wel: Punjab)                                             | Perzisch:                                    |
| Silat                                        | Silat                                                                           | Maleis: Silat                                |
| Sindh                                        | Sindh (Talpur-dynastie)                                                         | Sindhi: سنڌ Urdu: سندھ                       |
| Sine                                         | Koninkrijk Sine (ook wel: Sin)                                                  | Serer: Siin                                  |
| Sjeberghan                                   | Kanaat Sjeberghan (ook wel: Sheberghan / Shibarghan)                            | Perzisch: Shaburghān / شبرغان                |
| Sokoto                                       | Kalifaat Sokoto                                                                 | Fula: Sokoto                                 |
| Spanje (vanaf 11 december)                   | Koninkrijk Spanje                                                               | Spaans: España                               |
| Sintang                                      | Sitang                                                                          |                                              |
| Sulu                                         | Sultanaat Sulu Dar al-Islam                                                     | Arabisch:                                    |
| Swaziland                                    | Koninkrijk Swaziland                                                            | Swazi: Swaziland                             |

### T
| Korte landsnaam (Nederlands) | Lange landsnaam (Nederlands)                 | Korte landsnaam (oorspronkelijke taal/talen) |
| ---------------------------- | -------------------------------------------- | -------------------------------------------- |
| Tadjourah                    | Sultanaat Tadjourah                          | Afar: Tagórri                                |
| Tagant                       | Emiraat Tagant                               | Arabisch: Tagant / ولاية تكانت               |
| Tahiti                       | Koninkrijk Tahiti                            | Tahitiaans: Otaheiti                         |
| Tahuata                      | Koninkrijk Tahuata                           | Zuid-Marquesas: Tahuata                      |
| Tamatave                     | Koninkrijk Tamatave (ook wel: Betsimisaraka) | Malagassisch: Tamatave                       |
| Tawaeli                      | Tawaeli                                      | Kaili:                                       |
| Tawana                       | Tawana (ook wel: Batawana / Ngamiland)       | Tswana: baTawana                             |
| Tekna                        | Tekna                                        | Hassaniya: Tashelhiyt:                       |
| Tenkodogo                    | Tenkodogo                                    | More: Tenkodogo                              |
| Tonga                        | Tonga                                        | Tongaans: Tuʻi Tonga                         |
| Touggourt                    | Sultanaat Touggourt                          |                                              |
| Trarza                       | Emiraat Trarza                               | Arabisch: Trarza / ولاية الترارزة            |
| Tumbatu                      | Sjeikdom Tumbatu                             | Tumbatu                                      |

### U
| Korte landsnaam (Nederlands) | Lange landsnaam (Nederlands)                 | Korte landsnaam (oorspronkelijke taal/talen) |
| ---------------------------- | -------------------------------------------- | -------------------------------------------- |
| Ubani                        | Koninkrijk Ubani (ook wel: Koninkrijk Bonny) | Ibibio: Okolo-Ama                            |
| Umm al-Qaiwain               | Emiraat Umm al-Qaiwain                       | Arabisch: Umm al Quwwayn / أمّ القيوين        |
| Unyanyembe                   | Unyanyembe                                   |                                              |

### V
| Korte landsnaam (Nederlands) | Lange landsnaam (Nederlands)                        | Korte landsnaam (oorspronkelijke taal/talen) |
| ---------------------------- | --------------------------------------------------- | -------------------------------------------- |
| Verenigd Koninkrijk          | Verenigd Koninkrijk van Groot-Brittannië en Ierland | Engels: United Kingdom                       |
| Verenigde Staten             | Verenigde Staten van Amerika                        | Engels: United States                        |
| Vietnam                      | Vietnamese Rijk                                     | Vietnamees: Việt Nam / 越南                  |

### W
| Korte landsnaam (Nederlands)   | Lange landsnaam (Nederlands)             | Korte landsnaam (oorspronkelijke taal/talen)    |
| ------------------------------ | ---------------------------------------- | ----------------------------------------------- |
| Waalo                          | Koninkrijk Waalo (ook wel: Oualo)        | Wolof: Waalo                                    |
| Wajoq                          | Koninkrijk Wajoq (ook wel: Wajo / Wajok) | Boeginees: Wajoq / ᨓᨍᨚ                           |
| Walayta                        | Koninkrijk Walayta (ook wel: Welayta)    | Wolaytta: Walayta                               |
| Waldeck (vanaf 19 oktober)     | Vorstendom Waldeck en Pyrmont            | Duits: Waldeck                                  |
| Wallis                         | Koninkrijk Wallis (ook wel: Uvea)        | Wallisiaans: 'Uvea                              |
| Wanga                          | Koninkrijk Wanga                         | Luhya: Wanga                                    |
| Warri                          | Koninkrijk Warri                         | Itsekiri: Warri                                 |
| Warsangali                     | Sultanaat Warsangali (ook wel: Gerad)    | Arabisch: سلطنة الورسنجلي Somalisch: Warsangeli |
| Washili                        | Sultanaat Washili                        | Comorees:Washili                                |
| Württemberg (vanaf 19 oktober) | Koninkrijk Württemberg                   | Duits: Württemberg                              |
| Würzburg (vanaf 19 oktober)    | Groothertogdom Würzburg                  | Duits: Würzburg                                 |

### X
| Korte landsnaam (Nederlands) | Lange landsnaam (Nederlands) | Korte landsnaam (oorspronkelijke taal/talen) |
| ---------------------------- | ---------------------------- | -------------------------------------------- |
| Xiva                         | Kanaat Xiva                  | Oezbeeks: Xiva                               |

### Y
| Korte landsnaam (Nederlands) | Lange landsnaam (Nederlands)                    | Korte landsnaam (oorspronkelijke taal/talen) |
| ---------------------------- | ----------------------------------------------- | -------------------------------------------- |
| Yengar                       | Koninkrijk Yengar (ook wel: Koninkrijk Janjero) | Sidamo: Yengar                               |

### Z
| Korte landsnaam (Nederlands)    | Lange landsnaam (Nederlands) | Korte landsnaam (oorspronkelijke taal/talen)     |
| ------------------------------- | ---------------------------- | ------------------------------------------------ |
| Zuba                            | Zuba                         | Hausa: Zuba                                      |
| Zweden                          | Koninkrijk Zweden            | Zweeds: Sverige                                  |
| Zwitserland (vanaf 31 december) | Zwitserse Confederatie       | Duits: Schweiz Frans: Suisse Italiaans: Svizzera |

## Andere landen

### Landen binnen de grenzen van het Ottomaanse Rijk
In onderstaande lijst zijn staten opgenomen die lagen in het gebied dat officieel behoorde tot het Ottomaanse Rijk, maar waar het Ottomaanse Rijk geen zeggenschap had. Bahrein was tot 1813 een vazal van Diriyah en is niet apart in onderstaande lijst opgenomen.
| Korte landsnaam (Nederlands) | Lange landsnaam (Nederlands)                                                | Korte landsnaam (oorspronkelijke taal/talen)                                 |
| ---------------------------- | --------------------------------------------------------------------------- | ---------------------------------------------------------------------------- |
| Aqrabi                       | Sjeikdom Aqrabi                                                             | Arabisch: 'Aqrabi / عقربي                                                    |
| Audhali                      | Sultanaat Audhali                                                           | Arabisch: al-ʿAwdhalī / العوذلي                                              |
| Bayda                        | Sultanaat Bayda (ook wel: Beda / Baidah)                                    | Arabisch: Al-Bayḍā / ٱلْبَيْضَاء                                                 |
| Beihan                       | Emiraat Beihan (ook wel: Bayhan)                                            | Arabisch: Bayḥān / بيحان                                                     |
| Dhala                        | Emiraat Dhala (ook wel: Dali / Dhali / Amiri)                               | Arabisch: aḍ-Ḍāliʿ / الضالع                                                  |
| Diriyah                      | Emiraat Diriyah (ook wel: Eerste Saoedische Staat)                          | Arabisch: ad-Dir‘iyya / الدرعية                                              |
| Fadhli                       | Sultanaat Fadhli                                                            | Arabisch: Faḍlī / فضلي                                                       |
| Haushabi                     | Sultanaat Haushabi                                                          | Arabisch: Al-Hawshabī / الحوشبي                                              |
| Kathiri                      | Sultanaat Kathiri                                                           | Arabisch: al-Kathīrī / الكثيري                                               |
| Koeweit                      | Sjeikdom Koeweit                                                            | Arabisch: al-Kuwayt / الكويت                                                 |
| Lahej                        | Sultanaat Lahej (ook wel: Sultanaat Abdali / Lahij)                         | Arabisch: Laḥij / لحج                                                        |
| Mahra                        | Mahrasultanaat Qishn en Socotra (ook wel: Mahrasultanaat Ghayda en Socotra) | Arabisch: Salṭanat Mahrah fī Qishn wa Suquṭrah / سلطنة المهرة في قشن و سقطرة |
| Manfuha                      | Sjeikdom Manfuha                                                            | Arabisch: Manfuha / منفوحة                                                   |
| Mukalla                      | Staat Mukalla                                                               | Arabisch: al-Mukallā / ٱلْمُكَلَّا                                                |
| Mutayr                       | Sjeikdom Mutayr                                                             | Arabisch: Mutayr / مطير                                                      |
| Neder-Aulaqi                 | Sultanaat Neder-Aulaqi                                                      | Arabisch: ʿAwlaqī al-Suflī / العوالق السفلى                                  |
| Neder-Yafa                   | Sultanaat Neder-Yafa                                                        | Arabisch: Yāfiʿ al-Suflā / يافع السفلى                                       |
| Opper-Aulaqi (sjeikdom)      | Sjeikdom Opper-Aulaqi                                                       | Arabisch: Mashyakhat al-ʿAwālaq al-ʿUlyā / مشيخة العوالق العليا              |
| Opper-Aulaqi (sultanaat)     | Sultanaat Opper-Aulaqi                                                      | Arabisch: Salṭanat al-ʿAwālaq al-ʿUlyā / سلطنة العوالق العليا                |
| Opper-Yafa                   | Staat Opper-Yafa (ook wel: Sultanaat Opper-Yafa)                            | Arabisch: Yāfiʿ al-ʿUlyā / يافع العليا                                       |
| Qasimiden                    | Imamaat van de Qasimiden (Imamaat Jemen / Imamaat van de Zaidieten)         | Arabisch:                                                                    |
| Shaib                        | Sjeikdom Shaib                                                              | Arabisch: Shuʿayb / شعيب                                                     |
| Shihr                        | Shihr                                                                       | Arabisch: Ash Shihr / الشحر                                                  |
| Subeihi                      | Sultanaat Subeihi                                                           | Arabisch: aṣ-Ṣubayḥī / الصبيحي                                               |
| Unayzah                      | Emiraat Unayzah (ook wel: Anayzah)                                          | Arabisch: Unaizah / عنيزة                                                    |
| Wahidi                       | Sultanaat Wahidi                                                            | Arabisch: Wāḥidī / واحدي                                                     |

### Landen binnen de grenzen van het Perzische Rijk
In onderstaande lijst zijn staten opgenomen die lagen in het gebied dat officieel behoorde tot Perzië, maar waarover Perzië weinig tot geen controle had.
| Korte landsnaam (Nederlands) | Officiële landsnaam (Nederlands)                            | Korte landsnaam (oorspronkelijke taal/talen)                              |
| ---------------------------- | ----------------------------------------------------------- | ------------------------------------------------------------------------- |
| Gazikumukh                   | Kanaat Gazikumukh (ook wel: Lak / Kazi-Kumukh / Qazi-Qumuq) | Lak: Gazigumukssa Khanlug Perzisch:                                       |
| Jerevan                      | Kanaat Jerevan                                              | Armeens: Yerevan / Երևան Azerbeidzjaans: İrəvan Perzisch: Īravān / ایروان |
| Khoy (tot 1813)              | Kanaat Khoy (ook wel: Donboli)                              | Azerbeidzjaans: Xoy Perzisch: Khoy / خوی                                  |
| Maku                         | Kanaat Maku (ook wel: Kangarli)                             | Azerbeidzjaans: Maku Perzisch: Mākū / ماكو                                |
| Maragha                      | Kanaat Maragha (ook wel: Maraqeh / Maragheh)                | Azerbeidzjaans: ماراغا Perzisch: Marāgheh / مراغه                         |
| Marand                       | Kanaat Marand (ook wel: Morand)                             | Azerbeidzjaans: Mərənd Perzisch: Marand / مرند                            |
| Nachitsjevan                 | Kanaat Nachitsjevan                                         | Azerbeidzjaans: Naxçivan Perzisch: خانات نخجوان                           |

### Autonome gebieden binnen de Marathaconfederatie
De soevereine vorst van de Marathaconfederatie was de chhatrapati van de Bhonsle-dynastie, gezeteld in Satara. De feitelijke macht was echter in handen van de peshwa (premier) van de Bhat-familie. Daarnaast hadden grote delen van het rijk een semi-autonome status. De belangrijkste dynastieën die deze gebieden bestuurden waren de Holkar van Indore, de Scindia van Gwalior en de Puar van Dewas, maar er waren vele andere semi-autonome gebieden.
| Korte landsnaam (Nederlands) | Status                                                                   | Korte landsnaam (oorspronkelijke taal/talen) |
| ---------------------------- | ------------------------------------------------------------------------ | -------------------------------------------- |
| Akalkot                      | Akalkot (ook wel: Akkalkot), onder bestuur van de Bhonsle-dynastie       | Marathi: अक्कलकोट                              |
| Bhopal                       | Bhopal, onder bestuurt van de Mirazikhel-dynastie                        | Perzisch: بوپال                              |
| Bhor                         | Bhor                                                                     | Marathi: भोर                                  |
| Daphlapur                    | Daphlapur (ook wel: Daflepur), onder bestuur van de Dafle-dynastie       | Marathi:                                     |
| Dewas Junior                 | Dewas Junior, onder bestuur van de Puar-dynastie                         | Marathi:                                     |
| Dewas Senior                 | Dewas Senior, onder bestuur van de Puar-dynastie                         | Marathi:                                     |
| Dhar                         | Dhar, onder bestuur van de Puar-dynastie                                 | Marathi: धार                                  |
| Gwalior                      | Gwalior (ook wel: Ujjain), onder bestuur van de Scindia-dynastie         | Marathi: ग्वाल्हेर                               |
| Indore                       | Indore, onder bestuur van de Holkar-dynastie                             | Marathi: इंदूर                                 |
| Jaso                         | Jaso (ook wel: Jassu)                                                    | Marathi:                                     |
| Jath                         | Jath (ook wel: Joth), onder bestuur van de Dafle-dynastie                | Marathi: जत                                  |
| Kurundvad                    | Kurundvad (ook wel: Kurandvad), onder bestuur van de Patwardhan-dynastie | Marathi:                                     |
| Miraj                        | Miraj, onder bestuur van de Patwardhan-dynastie                          | Marathi: मिरज                                 |
| Nagpur                       | Nagpur, onder bestuur van de Bhonsle-dynastie                            | Marathi: नागपूर                                |
| Phaltan                      | Phaltan, onder bestuur van de Nimbalkar-dynastie                         | Marathi: फलटण                                |
| Sangli                       | Sangli, onder bestuur van de Patwardhan-dynastie                         | Marathi: सांगली                                 |

### Staten binnen het Mogolrijk
Onderstaande staten behoorden officieel tot het Mogolrijk, maar waren daarvan in feite onafhankelijk.
| Korte landsnaam (Nederlands) | Status                                                 | Korte landsnaam (oorspronkelijke taal/talen)   |
| ---------------------------- | ------------------------------------------------------ | ---------------------------------------------- |
| Avadh                        | Koninkrijk Avadh (ook wel: Awadh / Oudh)               | Avadhi en Hindoestani: Avadha / अवध Urdu: اودھ |
| Banswara                     | Banswara                                               | Wagdi:                                         |
| Barwani                      | Barwani                                                | Hindoestani: Baḍwāni / बड़वानी                    |
| Bharatpur                    | Koninkrijk Bharatpur (ook wel: Jat Staat)              | Hindoestani: Bharatpur / भरतपुर                 |
| Bikaner                      | Bikaner                                                | Rajasthani: बिकाणो                                |
| Bundi                        | Bundi                                                  | Hindoestani: Būndī / बूंदी                        |
| Dungarpur                    | Dungarpur                                              | Wagdi:                                         |
| Jaipur                       | Jaipur                                                 | Hindi: Jayapur /जयपुर                           |
| Jaisalmer                    | Jaisalmer                                              | Rajasthani: जैसलमेर                              |
| Jodhpur                      | Jodhpur (ook wel: Marwar)                              | Rajasthani: जोधपुर Urdu: جودهپُور                 |
| Karauli                      | Karauli                                                | Hindi: करौली                                     |
| Kishangarh                   | Kishangarh                                             | Rajasthani:                                    |
| Kota                         | Kota (ook wel: Kotah)                                  | Rajasthani: कोटा                                 |
| Pratapgarh                   | Pratapgarh (ook wel: Pratabgarh)                       | Rajasthani:                                    |
| Sirohi                       | Sirohi                                                 | Rajasthani:                                    |
| Udaipur                      | Koninkrijk Udaipur (ook wel: Sisodia-dynastie / Mewar) | Mewari:                                        |

### Balinese koninkrijken
Het Koninkrijk Bali bestond uit diverse zelfstandige koninkrijken, waarbij de koning van Klungkung fungeerde als een primus inter pares. Ubud was een vazal van Gianyar en is niet apart weergegeven.
| Korte landsnaam (Nederlands) | Status                | Korte landsnaam (oorspronkelijke taal/talen) |
| ---------------------------- | --------------------- | -------------------------------------------- |
| Badung                       | Koninkrijk Badung     | Balinees: Badung                             |
| Bangli                       | Koninkrijk Bangli     | Balinees: Bangli                             |
| Buleleng                     | Koninkrijk Buleleng   | Balinees: Buleleng                           |
| Gianyar                      | Koninkrijk Gianyar    | Balinees: Gianyar                            |
| Jembrana                     | Koninkrijk Jembrana   | Balinees: Jembrana                           |
| Karangasem                   | Koninkrijk Karangasem | Balinees: Karangasem                         |
| Kesiman                      | Koninkrijk Kesiman    | Balinees: Kesiman                            |
| Klungkung                    | Koninkrijk Klungkung  | Balinees: Klungkung                          |
| Mengwi                       | Koninkrijk Mengwi     | Balinees: Mengwi                             |
| Pamecutan                    | Koninkrijk Pamecutan  | Balinees: Pamecutan                          |
| Tabanan                      | Koninkrijk Tabanan    | Balinees: Tabanan                            |

### Niet algemeen erkende landen
| Korte landsnaam (Nederlands) | Lange landsnaam (Nederlands)               | Korte landsnaam (oorspronkelijke taal/talen)                     |
| ---------------------------- | ------------------------------------------ | ---------------------------------------------------------------- |
| Couto Misto                  | Couto Misto                                | Galicisch: Couto Mixto Portugees: Couto Misto Spaans: Coto Mixto |
| Cundinamarca                 | Vrije en Onafhankelijke Staat Cundinamarca | Spaans: Cundinamarca                                             |
| Franceville                  | Onafhankelijke Gemeenschap Franceville     | Bislama en Frans: Franceville                                    |
| Haïti (republiek)            | Haïti                                      | Frans: Haïti Haïtiaans-Creools: Ayiti                            |
| Haïti (koninkrijk)           | Koninkrijk Haïti                           | Frans: Haïti Haïtiaans-Creools: Ayiti                            |
| Mombassa                     | Sultanaat Mombassa                         | Arabisch: مومباسا                                                |
| Muskogee                     | Staat Muskogee                             | Engels: Muskogee                                                 |
| Nieuw-Granada                | Verenigde Provincies van Nieuw-Granada     | Spaans: Nueva Granada                                            |
| Servië (tot 21 september)    | Servië (Revolutionair Servië)              | Servisch: Srbija / Србија                                        |
| Venezuela (vanaf 8 augustus) | Verenigde Staten van Venezuela             | Spaans: Venezuela                                                |

## Niet-onafhankelijke gebieden
Hieronder staat een lijst van afhankelijke gebieden.

### Niet-onafhankelijke gebieden van Ashanti
| Korte landsnaam (Nederlands) | Status     | Korte landsnaam (oorspronkelijke taal/talen) |
| ---------------------------- | ---------- | -------------------------------------------- |
| Denkyira                     | Vazalstaat | Akan: Denkyira                               |

### Niet-onafhankelijke gebieden van Atjeh
| Korte landsnaam (Nederlands) | Status | Korte landsnaam (oorspronkelijke taal/talen) |
| ---------------------------- | ------ | -------------------------------------------- |
| Asahan (tot 1813)            | Asahan | Maleis: Asahan                               |

### Niet-onafhankelijke gebieden van Benin
De Ekiti-koninkrijken waren onder andere Ado-Ekiti, Aramoko-Ekiti, Awo-Ekiti, Ikere en Ise-Ekiti. Deze stadstaten zijn niet apart weergegeven.
| Korte landsnaam (Nederlands) | Status      | Korte landsnaam (oorspronkelijke taal/talen) |
| ---------------------------- | ----------- | -------------------------------------------- |
| Ekiti-koninkrijken           | Vazalstaten | Yoruba:                                      |

### Britse niet-onafhankelijke gebieden
| Korte landsnaam (Nederlands)                   | Status                                                                 | Korte landsnaam (oorspronkelijke taal/talen)         |
| ---------------------------------------------- | ---------------------------------------------------------------------- | ---------------------------------------------------- |
| Alderney                                       | Brits Kroonbezit                                                       | Engels: Alderney Frans: Aurigny                      |
| Assiniboia                                     | Eigendom van de Hudson's Bay Company.                                  | Engels: Assiniboia (ook wel: Red River Settlement)   |
| Bahama's                                       | Kroonkolonie                                                           | Engels: Bahama Islands                               |
| Barbados                                       | Kolonie                                                                | Engels: Barbados                                     |
| Bermuda                                        | Kroonkolonie                                                           | Engels: Bermuda                                      |
| Britse Bovenwindse Eilanden                    | Kolonie                                                                | Engels: Leeward Islands                              |
| Britse Goudkust                                | Overzees bezit, eigendom van de Company of Merchants Trading to Africa | Engels: Gold Coast                                   |
| Cape Bretoneiland                              | Kolonie                                                                | Engels: Cape Breton Island                           |
| Ceylon                                         | Kroonkolonie                                                           | Engels: Ceylon                                       |
| Columbia District (vanaf 12 december)          | Overzees bezit                                                         | Engels: Columbia Distostrict                         |
| Dominica                                       | Kolonie                                                                | Engels: Dominica                                     |
| Fort James                                     | Overzees bezit, eigendom van de Company of Merchants Trading to Africa | Engels: Fort James                                   |
| Gibraltar                                      | Overzees bezit                                                         | Engels: Gibraltar                                    |
| Grenada                                        | Kolonie                                                                | Engels: Grenada                                      |
| Guernsey                                       | Brits Kroonbezit                                                       | Engels: Guernsey Frans: Guernesey                    |
| Jamaica                                        | Kroonkolonie                                                           | Engels: Jamaica                                      |
| Jersey                                         | Brits Kroonbezit                                                       | Engels en Frans: Jersey                              |
| Kaapkolonie                                    | Kroonkolonie                                                           | Engels: Cape Colony Nederlands: Kaapkolonie          |
| Lord Howe-eiland                               | Overzees bezit                                                         | Engels: Lord Howe Island                             |
| Man                                            | Bezit                                                                  | Engels: Isle of Man Manx-Gaelisch: Ellan Vannin      |
| Mary Ballcouts Eiland                          | Overzees bezit                                                         | Engels: Mary Ballcout's Island                       |
| Mauritius                                      | Kroonkolonie                                                           | Engels: Mauritius                                    |
| Miskitokoninkrijk                              | Protectoraat: Miskitokoninkrijk                                        | Engels: Mosquito Kingdom Miskito:                    |
| Neder-Canada                                   | Kolonie                                                                | Engels: Lower Canada                                 |
| Newfoundland                                   | Kolonie                                                                | Engels: Newfoundland                                 |
| Nieuw-Brunswijk                                | Kolonie                                                                | Engels: New Brunswick                                |
| Nieuw-Caledonië                                | Bestuurd door de Hudson's Bay Company                                  | Engels: New Caledonia                                |
| New South Wales                                | Kroonkolonie                                                           | Engels: New South Wales                              |
| Noordwestelijk Territorium                     | Eigendom van de Hudson's Bay Company                                   | Engels: North-Western Territory                      |
| Nova Scotia                                    | Kolonie                                                                | Engels: Nova Scotia                                  |
| Oost-Indië                                     | Gebied van de Britse Oost-Indische Compagnie                           | Engels: East India                                   |
| Opper-Canada                                   | Kolonie                                                                | Engels: Upper Canada                                 |
| Prins Edwardeiland                             | Kolonie                                                                | Engels: Prince Edward Island                         |
| Prins Edwardeilanden                           | Overzees bezit                                                         | Engels: Prince Edward Islands                        |
| Rupertland                                     | Eigendom van de Hudson's Bay Company.                                  | Engels: Rupert's Land                                |
| Saint Lucia                                    | Kolonie                                                                | Engels: Saint Lucia                                  |
| Saint Vincent                                  | Kolonie                                                                | Engels: Saint Vincent                                |
| Shenge                                         | Protectoraat                                                           | Engels: Shenge                                       |
| Sierra Leone                                   | Kolonie                                                                | Engels: Sierra Leone                                 |
| Sint-Helena                                    | Gebied van de Britse Oost-Indische Compagnie                           | Engels: Saint Helena                                 |
| Stikineterritorium                             | Overzees bezit                                                         | Engels: Stickeen Territories / Stikine Territory     |
| Tobago                                         | Kolonie                                                                | Engels: Tobago                                       |
| Trinidad                                       | Kolonie                                                                | Engels: Trinidad                                     |
| Zuid-Georgië en de Zuidelijke Sandwicheilanden | Overzees bezit                                                         | Engels: South Georgia and the South Sandwich Islands |

### Niet-onafhankelijke gebieden van Buchara
| Korte landsnaam (Nederlands) | Status                                        | Korte landsnaam (oorspronkelijke taal/talen) |
| ---------------------------- | --------------------------------------------- | -------------------------------------------- |
| Andkhoy                      | Vazalstaat: Kanaat Andkhoy (ook wel: Andkhui) |                                              |

### Chinese niet-onafhankelijke gebieden
| Korte landsnaam (Nederlands) | Status                              | Korte landsnaam (oorspronkelijke taal/talen) |
| ---------------------------- | ----------------------------------- | -------------------------------------------- |
| Hunza                        | Vazalstaat: Hunza (ook wel: Kanjut) | Urdu: Hunza / ہنزہ                           |
| Ladakh                       | Vazalstaat van Tibet                | Ladakhi:                                     |
| Lanfang                      | Vazalstaat: Republiek Lanfang       | Mandarijn: Lánfāng Gònghéguó / 蘭芳共和國    |
| Tibet                        | Vazalstaat                          | Tibetaans: Bod / བོད་                         |

### Deense niet-onafhankelijke gebieden
| Korte landsnaam (Nederlands) | Status                                                          | Korte landsnaam (oorspronkelijke taal/talen) |
| ---------------------------- | --------------------------------------------------------------- | -------------------------------------------- |
| Deense Goudkust              | Kolonie                                                         | Deens: Den danske Guldkyst                   |
| Groenland                    | Kolonie                                                         | Deens: Grønland                              |
| Holstein                     | Hertogdom Holstein, in personele unie met Denemarken verbonden  | Deens: Holsten Duits: Holstein               |
| IJsland                      | Kolonie                                                         | Deens: Ísland                                |
| Sleeswijk                    | Hertogdom Sleeswijk, in personele unie met Denemarken verbonden | Deens: Slesvig Duits: Schleswig              |

### Franse niet-onafhankelijke gebieden
| Korte landsnaam (Nederlands)  | Status                                                                                    | Korte landsnaam (oorspronkelijke taal/talen)     |
| ----------------------------- | ----------------------------------------------------------------------------------------- | ------------------------------------------------ |
| Benevento                     | Vazalstaat: Vorstendom Benevento                                                          | Frans: Bénévent Italiaans: Benevento             |
| Crozeteilanden                | Overzees bezit                                                                            | Frans: Îles Crozet                               |
| Danzig                        | Protectoraat: Vrije Stad Danzig (ook wel: Republiek Danzig)                               | Duits: Danzig Frans: Dantzig Pools: Gdańsk       |
| Erfurt                        | Vorstendom Erfurt, domein van de Franse keizer                                            | Duits en Frans: Erfurt                           |
| Franse Goudkust               | Overzees bezit                                                                            | Frans: Établissements français de la Côte-d'Or   |
| Italië                        | Vazalstaat: Koninkrijk Italië                                                             | Italiaans: Italia                                |
| Kerguelen                     | Overzees bezit                                                                            | Frans: Îles Kerguelen                            |
| Massa en Carrara              | Vazalstaat: Hertogdom Massa en Vorstendom Carrara                                         | Italiaans: Massa e Carrara                       |
| Napels                        | Vazalstaat: Koninkrijk Napels                                                             | Italiaans en Napolitaans: Napoli                 |
| Rijnbond (tot 19 oktober)     | Vazalstaat: Geconfedereerde Staten van de Rijn                                            | Duits: Rheinbund Frans: Confédération du Rhin    |
| Saint-Paul en Amsterdam       | Overzees bezit                                                                            | Frans: Saint-Paul-et-Amsterdam                   |
| San Marino                    | Protectoraat: Republiek San Marino                                                        | Italiaans: San Marino                            |
| Spanje (tot 11 december)      | Vazalstaat: Koninkrijk Spanje                                                             | Frans: Espagne Spaans: España                    |
| Warschau (tot 14 maart)       | Vazalstaat, in personele unie met het het Koninkrijk Saksen verbonden: Hertogdom Warschau | Duits: Warschau Frans: Varsovie Pools: Warszawa  |
| Zwitserland (tot 31 december) | Vazalstaat: Zwitserse Bondsstaat                                                          | Duits: Schweiz Frans: Suisse Italiaans: Svizzera |

### Franse niet-onafhankelijke gebieden (leden van de Rijnbond)
| Korte landsnaam (Nederlands)               | Lange naam                                                                      | Korte landsnaam (oorspronkelijke taal/talen)                       |
| ------------------------------------------ | ------------------------------------------------------------------------------- | ------------------------------------------------------------------ |
| Anhalt-Bernburg (tot 19 oktober)           | Hertogdom Anhalt-Bernburg                                                       | Duits en Frans: Anhalt-Bernburg                                    |
| Anhalt-Dessau (tot 19 oktober)             | Hertogdom Anhalt-Dessau                                                         | Duits en Frans: Anhalt-Dessau                                      |
| Anhalt-Köthen (tot 19 oktober)             | Hertogdom Anhalt-Köthen                                                         | Duits en Frans: Anhalt-Köthen                                      |
| Baden (tot 19 oktober)                     | Groothertogdom Baden                                                            | Duits: Baden Frans: Bade                                           |
| Beieren (tot 19 oktober)                   | Koninkrijk Beieren                                                              | Duits: Bayern Frans: Bavière                                       |
| Berg (tot 19 oktober)                      | Groothertogdom Berg                                                             | Duits en Frans: Berg                                               |
| Frankfurt (tot 19 oktober)                 | Groothertogdom Frankfurt                                                        | Duits: Frankfurt Frans: Francfort                                  |
| Hessen (tot 19 oktober)                    | Groothertogdom Hessen (ook wel: Hessen-Darmstadt)                               | Duits: Hessen Frans: Hesse                                         |
| Hohenzollern-Hechingen (tot 19 oktober)    | Vorstendom Hohenzollern-Hechingen                                               | Duits en Frans: Hohenzollern-Hechingen                             |
| Hohenzollern-Sigmaringen (tot 19 oktober)  | Vorstendom Hohenzollern-Sigmaringen                                             | Duits en Frans: Hohenzollern-Sigmaringen                           |
| Liechtenstein (tot 19 oktober)             | Vorstendom Liechtenstein                                                        | Duits en Frans: Liechtenstein                                      |
| Lippe (tot 19 oktober)                     | Vorstendom Lippe                                                                | Duits en Frans: Lippe                                              |
| Mecklenburg-Schwerin (tot 19 oktober)      | Hertogdom Mecklenburg-Schwerin                                                  | Duits: Mecklenburg-Schwerin Frans: Mecklembourg-Schwerin           |
| Mecklenburg-Strelitz (tot 19 oktober)      | Hertogdom Mecklenburg-Strelitz                                                  | Duits: Mecklenburg-Strelitz Frans: Mecklembourg-Strelitz           |
| Nassau (tot 19 oktober)                    | Hertogdom Nassau                                                                | Duits en Frans: Nassau                                             |
| Reuss-Ebersdorf (tot 19 oktober)           | Vorstendom Reuss-Ebersdorf                                                      | Duits: Reuß-Ebersdorf Frans: Reuss-Ebersdorf                       |
| Reuss-Lobenstein (tot 19 oktober)          | Vorstendom Reuss-Lobenstein                                                     | Duits: Reuß-Lobenstein Frans: Reuss-Lobenstein                     |
| Reuss oudere linie (tot 19 oktober)        | Vorstendom Reuss oudere linie                                                   | Duits: Reuß ältere Linie Frans: Reuss branche aînée                |
| Reuss-Schleiz-Gera (tot 19 oktober)        | Vorstendom Reuss-Schleiz en Gera                                                | Duits: Reuß-Schleiz-Gera Frans: Reuss branche cadette              |
| Saksen (tot 19 oktober)                    | Koninkrijk Saksen                                                               | Duits: Sachsen Frans: Saxe                                         |
| Saksen-Coburg-Saalfeld (tot 19 oktober)    | Hertogdom Saksen-Coburg-Saalfeld                                                | Duits: Sachsen-Coburg-Saalfeld Frans:Saxe-Coburg-Saalfeld          |
| Saksen-Gotha-Altenburg (tot 19 oktober)    | Hertogdom Saksen-Gotha-Altenburg                                                | Duits: Sachsen-Gotha-Altenburg Frans:Saxe-Gotha-Altenburg          |
| Saksen-Weimar-Eisenach (tot 19 oktober)    | Hertogdom Saksen-Weimar-Eisenach                                                | Duits: Sachsen-Weimar-Eisenach Frans:Saxe-Weimar-Eisenach          |
| Saksen-Meiningen (tot 19 oktober)          | Hertogdom Saksen-Meiningen (ook wel: Hertogdom Saksen-Meiningen-Hildburghausen) | Duits: Sachsen-Meiningen Frans:Saxe-Meiningen                      |
| Schaumburg-Lippe (tot 19 oktober)          | Vorstendom Schaumburg-Lippe                                                     | Duits: Schaumburg-Lippe Frans: Schaumbourg-Lippe                   |
| Schwarzburg-Rudolstadt (tot 19 oktober)    | Vorstendom Schwarzburg-Rudolstadt                                               | Duits: Schwarzburg-Rudolstadt Frans: Schwarzbourg-Rudolstadt       |
| Schwarzburg-Sondershausen (tot 19 oktober) | Vorstendom Schwarzburg-Sondershausen                                            | Duits: Schwarzburg-Sondershausen Frans: Schwarzbourg-Sondershausen |
| Von der Leyen (tot 19 oktober)             | Vorstendom von der Leyen                                                        | Duits: Fürstentum von der Leyen Frans: Principauté de la Leyen     |
| Waldeck (tot 19 oktober)                   | Vorstendom Waldeck en Pyrmont                                                   | Duits en Frans: Waldeck                                            |
| Westfalen (tot 19 oktober)                 | Koninkrijk Westfalen                                                            | Duits: Westphalen Frans: Westphalie                                |
| Württemberg (tot 19 oktober)               | Koninkrijk Württemberg                                                          | Duits: Württemberg Frans: Wurtemberg                               |
| Würzburg (tot 19 oktober)                  | Groothertogdom Würzburg                                                         | Duits en Frans: Würzburg                                           |

### Niet-onafhankelijke gebieden van Janjira
| Korte landsnaam (Nederlands) | Status                                                                 | Korte landsnaam (oorspronkelijke taal/talen) |
| ---------------------------- | ---------------------------------------------------------------------- | -------------------------------------------- |
| Jafarabad                    | Jafarabad (ook wel: Jafrabad), in personele unie met Janjira verbonden | Gujarati: જાફરાબાદ                              |

### Japanse niet-onafhankelijke gebieden
| Korte landsnaam (Nederlands) | Status                        | Korte landsnaam (oorspronkelijke taal/talen)                    |
| ---------------------------- | ----------------------------- | --------------------------------------------------------------- |
| Riukiu                       | Vazalstaat: Koninkrijk Riukiu | Japans: Ryūkyū Ōkoku / 琉球王国 Riukiuaans: Rūchū-kuku / 琉球國 |

### Niet-onafhankelijke gebieden van Johor
| Korte landsnaam (Nederlands) | Status                       | Korte landsnaam (oorspronkelijke taal/talen) |
| ---------------------------- | ---------------------------- | -------------------------------------------- |
| Muar                         | Vazalstaat                   | Maleis: Muar                                 |
| Pahang                       | Vazalstaat: Sultanaat Pahang | Maleis: Pahang                               |

### Niet-onafhankelijke gebieden van Kutai
| Korte landsnaam (Nederlands) | Status                                   | Korte landsnaam (oorspronkelijke taal/talen) |
| ---------------------------- | ---------------------------------------- | -------------------------------------------- |
| Berau                        | Vazalstaat: Sultanaat Berau              | Maleis: Berau                                |
| Bulungan                     | Vazalstaat van Berau: Sultanaat Bulungan | Maleis: Bulungan / بولوڠن                    |

### Nederlandse niet-onafhankelijke gebieden
| Korte landsnaam (Nederlands)             | Status                     | Korte landsnaam (oorspronkelijke taal/talen)               |
| ---------------------------------------- | -------------------------- | ---------------------------------------------------------- |
| Nederlandse Goudkust (vanaf 21 november) | Kolonie: Nederlands-Guinea | Nederlands: Nederlandsche Bezittingen ter Kuste van Guinea |

### Ottomaanse niet-onafhankelijke gebieden
Egypte en Tunis waren onderdelen van het Ottomaanse Rijk, maar hadden een grote mate van autonomie.
| Korte landsnaam (Nederlands) | Status                             | Korte landsnaam (oorspronkelijke taal/talen) |
| ---------------------------- | ---------------------------------- | -------------------------------------------- |
| Baban                        | Vazalstaat: Emiraat Baban          | Koerdisch:                                   |
| Badinan                      | Vazalstaat: Badinan                | Koerdisch:                                   |
| Bitlis                       | Vazalstaat: Vorstendom Bitlis      | Koerdisch:                                   |
| Botan                        | Vazalstaat: Emiraat Botan (Bokhti) | Koerdisch:                                   |
| Egypte                       | Eyalet Egypte                      | Arabisch: Miṣr / مِصر Osmaans: Mısır / میصیر  |
| Hakkari                      | Vazalstaat: Emiraat Hakkari        | Koerdisch:                                   |
| Moldavië                     | Vazalstaat: Vorstendom Moldavië    | Osmaans: Bogdan Roemeens: Moldova            |
| Şirvan                       | Vazalstaat: Emiraat Şirvan         | Koerdisch:                                   |
| Soran                        | Vazalstaat: Emiraat Soran          | Koerdisch:                                   |
| Svanetië                     | Vazalstaat: Vorstendom Svanetië    | Svanetisch:                                  |
| Taqali                       | Vazalstaat: Taqali                 | Taqali: Taqali                               |
| Tunis                        | Beylik Tunis                       | Arabisch: Osmaans:                           |
| Walachije                    | Vazalstaat: Vorstendom Walachije   | Osmaans: Bogdan Roemeens: Moldova            |

### Perzische niet-onafhankelijke gebieden
| Korte landsnaam (Nederlands) | Status                                        | Korte naam (oorspronkelijke taal/talen)                    |
| ---------------------------- | --------------------------------------------- | ---------------------------------------------------------- |
| Ardalan                      | Vazalstaat: Ardalan (ook wel: Erdalan)        | Koerdisch: Perzisch: Ardalān / اردلان                      |
| Talysh (tot 12 oktober)      | Vazalstaat: Kanaat Talysh (ook wel: Lankaran) | Azerbeidzjaans: Talış Russisch: Талышское ханство Talysh:  |
| Urmia                        | Vazalstaat: Kanaat Urmia                      | Azerbeidzjaans: Urmiya / اورمیه و Perzisch: Urmia / ارومیه |

### Portugese niet-onafhankelijke gebieden
| Korte landsnaam (Nederlands) | Status                | Korte landsnaam (oorspronkelijke taal/talen) |
| ---------------------------- | --------------------- | -------------------------------------------- |
| Azoren                       | Kapiteinsgeneraliteit | Portugees: Açores                            |
| Brazilië                     | Onderkoninkrijk       | Portugees: Brasil                            |
| Kaapverdië                   | Kolonie               | Portugees: Cabo Verde                        |
| Macau                        | Kolonie               | Portugees: Macau                             |
| Madeira                      | Kolonie               | Portugees: Madeira                           |
| Portugees-Indië              | Kolonie               | Portugees: Estado da Índia                   |
| Portugees-Oost-Afrika        | Kolonie               | Portugees: África Oriental Portuguesa        |
| Portugees-West-Afrika        | Kolonie               | Portugees: África Ocidental Portuguesa       |
| Sao Tomé en Principe         | Kolonie               | Portugees: São Tomé e Príncipe               |

### Russische niet-onafhankelijke gebieden
| Korte landsnaam (Nederlands) | Status                                                                      | Korte landsnaam (oorspronkelijke taal/talen)                                        |
| ---------------------------- | --------------------------------------------------------------------------- | ----------------------------------------------------------------------------------- |
| Abchazië                     | Protectoraat: Vorstendom Abchazië                                           | Abchazisch: Apsny / Аҧсны́ Russisch: Abkhazia / Абхазия                              |
| Akhty-Para                   | Confederatie Akhty-Para                                                     | Lezgisch: Russisch:                                                                 |
| Aqusha-Dargo                 | Confederatie Aqusha-Dargo                                                   | Lezgisch:                                                                           |
| Bukej-Horde                  | Vazalstaat: Kanaat van de Bukej-Horde                                       | Kazachs: Bökey Ordası / Бөкей Ордасы Russisch: Bukeyevskaya Orda / Букеевская Орда  |
| Derbent                      | Vazalstaat: Kanaat Derbent (ook wel: Derbend)                               | Azerbeidzjaans: Dərbənd Lezgisch: Кьвевар Russisch: Дербент                         |
| Elisu                        | Vazalstaat: Sultanaat Elisu (ook wel: Elisou / Ilisu)                       | Azerbeidzjaans: Georgisch: Russisch: Илису Tsachoerisch:                            |
| Finland                      | Grootvorstendom Finland, in personele unie met Rusland verbonden            | Fins: Suomi Russisch: Финляндия Zweeds: Finland                                     |
| Goeria                       | Protectoraat: Vorstendom Goeria                                             | Georgisch: Guria / გურია Russisch: Guria / Гурия                                    |
| Grote Horde                  | Protectoraat                                                                | Kazachs: Ulı jüz / Ұлы жүз                                                          |
| Jever (vanaf 8 november)     | Heerlijkheid Jever                                                          | Duits: Jever                                                                        |
| Kaitag                       | Kaitag                                                                      | Dargiens: Koemuks: Russisch: Кайтагское уцмийство                                   |
| Karabach                     | Vazalstaat: Kanaat Karabach                                                 | Azerbeidzjaans: Qarabağ Russisch: Карабахское ханство                               |
| Kleine Horde                 | Protectoraat                                                                | Kazachs: Kişi jüz / Кіші жүз                                                        |
| Mehtuli (vanaf 1813)         | Kanaat Mehtuli (ook wel: Dzhengutai / Jengutay)                             | Koemuks: Mahtulu xanlıq Russisch: Мехтулинское ханство                              |
| Middelste Horde              | Protectoraat                                                                | Kazachs: Orta jüz / Орта жүз                                                        |
| Mingrelië                    | Protectoraat: Vorstendom Mingrelië                                          | Mingreels:                                                                          |
| Qutqashen (vanaf 1813)       | Sultanaat Qutqashen (ook wel: Qabala)                                       | Azerbeidzjaans: Qutqaşen sultanlığı / Qəbələ mahalı Russisch: Куткашенский султанат |
| Russisch-Amerika             | Territorium van de Russisch-Amerikaanse Compagnie                           | Russisch: Russkaya Amerika / Русская Америка                                        |
| Shaki                        | Vazalstaat: Kanaat Shaki (ook wel: Sheki / Sjeki / Şəki / Shekin / Shakki)  | Azerbeidzjaans: Şəki Russisch: Sjeki / Шеки                                         |
| Shamakha                     | Vazalstaat: Kanaat Shamakha (ook wel: Şirvan / Shirwan / Shervan / Sjirvan) | Azerbeidzjaans: Russisch: Шемаха                                                    |
| Tabassaran                   | Vazalstaat: Vorstendom Tabassaran (ook wel: Tabasaran)                      | Russisch: Tabassaraans: Табасаран                                                   |
| Talysh (vanaf 12 oktober)    | Vazalstaat: Kanaat Talysh (ook wel: Lankaran)                               | Azerbeidzjaans: Talış Russisch: Талышское ханство Talysh:                           |
| Tarki                        | Vazalstaat: Sjamchalaat Tarki                                               | Koemuks: Targhu / Таргъу Russisch: Тарки́                                            |

### Rwandese niet-onafhankelijke gebieden
| Korte landsnaam (Nederlands) | Status                                                        | Korte landsnaam (oorspronkelijke taal/talen) |
| ---------------------------- | ------------------------------------------------------------- | -------------------------------------------- |
| Buhoma                       | Vazalstaat: Koninkrijk Buhoma                                 | Kinyarwanda: Buhoma                          |
| Bukonja                      | Vazalstaat: Koninkrijk Bukonja                                | Kinyarwanda: Bukonja                         |
| Bukunzi                      | Vazalstaat: Koninkrijk Bukunzi (ook wel: Koninkrijk Mbirizi)  | Kinyarwanda: Bukunzi                         |
| Bushiru                      | Vazalstaat: Koninkrijk Bushiru                                | Kinyarwanda: Bushiru                         |
| Busozo                       | Vazalstaat: Koninkrijk Busozo                                 | Kinyarwanda: Busozo                          |
| Cyingogo                     | Vazalstaat: Koninkrijk Cyingogo (ook wel: Koninkrijk Kingogo) | Kinyarwanda: Cyingogo                        |
| Kibari                       | Vazalstaat: Koninkrijk Kibari                                 | Kinyarwanda: Kibari                          |
| Ruhengeri                    | Vazalstaat: Koninkrijk Ruhengeri                              | Kinyarwanda: Ruhengeri                       |

### Niet-onafhankelijke gebieden van Siak
| Korte landsnaam (Nederlands) | Status                        | Korte landsnaam (oorspronkelijke taal/talen) |
| ---------------------------- | ----------------------------- | -------------------------------------------- |
| Langkat                      | Vazalstaat: Sultanaat Langkat | Maleis: Langkat                              |
| Serdang                      | Vazalstaat: Sultanaat Serdang | Maleis: Serdang                              |

### Siamese niet-onafhankelijke gebieden
Het Koninkrijk Besut Darul Iman was een vazal van Terengganu en is niet apart weergegeven. Perlis was onderworpen aan Kedah en is ook niet apart weergegeven. De semi-autonome stadstaten van Lanna (Chiang Rai, Lampang, Lamphun, Mae Hong Son, Nan en Phrae) zijn ook niet apart vermeld.
| Korte landsnaam (Nederlands) | Status                                                                                                | Korte landsnaam (oorspronkelijke taal/talen)                 |
| ---------------------------- | --- | ------------------------------------------------------------ |
| Cambodja                     | Vazalstaat: Koninkrijk Cambodja                                                                       | Khmer: Kampuchéa / កម្ពុជា Siamees: Kạmphūchā / กัมพูชา           |
| Champasak                    | Koninkrijk Champasak onder Siamese bezetting (tot 1813) Vazalstaat: Koninkrijk Champasak (vanaf 1813) | Laotiaans: Champasak / ຈຳປາສັກ Siamees:                       |
| Kedah                        | Vazalstaat: Sultanaat Kedah Darul Aman                                                                | Maleis: Kedah / قدح Siamees: Syburi / ไทรบุรี                  |
| Kelantan                     | Vazalstaat: Koninkrijk Kelantan Darul Naim                                                            | Maleis: Kelantan / کلنتن Siamees: Kalantan                   |
| Lanna                        | Vazalstaat: Land van een Miljoen Rijstvelden (Koninkrijk Lanna / Koninkrijk Chiangmai)                | Lanna en Siamees: อาณาจักรล้านนา                               |
| Patani                       | Siamese bezetting van Patani                                                                          | Maleis: Patani Siamees: Pattani / ปัตตานี                      |
| Setul                        | Vazalstaat: Koninkrijk Setul Mambang Segara                                                           | Maleis: Setul Siamees: Satun / สตูล                           |
| Terengganu                   | Vazalstaat: Sultanaat Terengganu Darul Iman                                                           | Maleis: Tranung Siamees: Trangkanu / ตรังกานู                  |
| Vientiane                    | Vazalstaat: Koninkrijk Vientiane                                                                      | Laotiaans: Wieng Chan / ວຽງຈັນ Siamees: Viang chan / เวียงจันทน์ |
| Xhieng Khuang                | Vazalstaat: Koninkrijk Xhieng Khuang (ook wel: Muang Phuan)                                           | Laotiaans: Siamees:                                          |

### Niet-onafhankelijke gebieden van de Sikhs
| Korte landsnaam (Nederlands) | Status     | Korte landsnaam (oorspronkelijke taal/talen) |
| ---------------------------- | ---------- | -------------------------------------------- |
| Kotkhai                      | Vazalstaat |                                              |

### Niet-onafhankelijke gebieden van Sokoto
| Korte landsnaam (Nederlands) | Status                                              | Korte landsnaam (oorspronkelijke taal/talen)            |
| ---------------------------- | --------------------------------------------------- | ------------------------------------------------------- |
| Adamawa                      | Vazalstaat: Emiraat Adamawa                         | Fule: Lamorde Adamaawa / 𞤤𞤢𞤥𞤮𞤪𞤣𞤫 𞤢𞤣𞤢𞤥𞤢𞥄𞤱𞤢 Hausa: Adamawa |
| Bauchi                       | Vazalstaat: Emiraat Bauchi                          | Fula: Bauchi                                            |
| Daura                        | Vazalstaat: Emiraat Daura                           | Hausa: Daura                                            |
| Dutse                        | Vazalstaat: Emiraat Dutse                           | Fula: Dutse                                             |
| Gobir                        | Vazalstaat: Emiraat Gobir                           | Hausa: Gobir                                            |
| Gombe                        | Vazalstaat: Emiraat Gombe                           | Fula: Gombe                                             |
| Gwandu                       | Vazalstaat: Emiraat Gwandu                          | Hausa: Gwandu                                           |
| Hadejia                      | Vazalstaat: Emiraat Hadejia                         | Hausa: Haɗejiya                                         |
| Jama'are                     | Vazalstaat: Emiraat Jama'are                        | Fula: Jama'are                                          |
| Jema'a                       | Vazalstaat: Emiraat Jema'an Darroro                 | Jema'a                                                  |
| Kano                         | Vazalstaat: Emiraat Kano                            | Hausa: Kano                                             |
| Katagum                      | Vazalstaat: Emiraat Katagum                         | Fula: Katagum                                           |
| Katsina                      | Vazalstaat: Emiraat Katsina                         | Hausa: Katsina                                          |
| Keffi                        | Vazalstaat: Emiraat Keffi                           | Fula: Keffi                                             |
| Lafia                        | Vazalstaat: Lafia Beri-Beri                         | Kanuri: Lafia                                           |
| Liptako                      | Vazalstaat: Emiraat Liptako                         | Fula: Liptako                                           |
| Misau                        | Vazalstaat: Emiraat Misau                           | Hausa: Misau                                            |
| Yauri                        | Vazalstaat: Emiraat Yauri (ook wel: Emiraat Yawuri) | Hausa: Yauri                                            |
| Zamfara                      | Vazalstaat: Koninkrijk Zamfara                      | Hausa: Zamfara                                          |
| Zaria                        | Vazalstaat: Emiraat Zaria                           | Hausa: Zaria                                            |

### Spaanse niet-onafhankelijke gebieden
| Korte landsnaam (Nederlands) | Status          | Korte landsnaam (oorspronkelijke taal/talen) |
| ---------------------------- | --------------- | -------------------------------------------- |
| Fernando Poo                 | Kolonie         | Spaans: Fernando Pó                          |
| Nieuw-Granada                | Onderkoninkrijk | Spaans: Nueva Granada                        |
| Nieuw-Spanje                 | Onderkoninkrijk | Spaans: Nueva España                         |
| Peru                         | Onderkoninkrijk | Spaans: Perú                                 |
| Río de la Plata              | Onderkoninkrijk | Spaans: Río de la Plata                      |

### Vietnamese niet-onafhankelijke gebieden
| Korte landsnaam (Nederlands) | Status                                                         | Korte landsnaam (oorspronkelijke taal/talen) |
| ---------------------------- | -------------------------------------------------------------- | -------------------------------------------- |
| Champa                       | Vazalstaat: Koninkrijk Champa                                  | Vietnamees: Cham Pa                          |
| Luang Prabang                | Vazalstaat: Land van een miljoen olifanten en de witte parasol | Laotiaans:                                   |

### Zweedse niet-onafhankelijke gebieden
| Korte landsnaam (Nederlands) | Status    | Korte landsnaam (oorspronkelijke taal/talen)      |
| ---------------------------- | --------- | ------------------------------------------------- |
| Sankt Bartholomeus           | Bezitting | Zweeds: Sankt Bartholomeus                        |
| Zweeds-Pommeren              | Bezitting | Duits: Schwedisch Pommern Zweeds: Svenska Pommern |

### Zwitserse niet-onafhankelijke gebieden
| Korte landsnaam (Nederlands) | Status                                    | Korte landsnaam (oorspronkelijke taal/talen)   |
| ---------------------------- | ----------------------------------------- | ---------------------------------------------- |
| Genève (vanaf 31 december)   | Zugewandte Orte: Stad en Republiek Genève | Frans: Genève                                  |
| Wallis (vanaf 31 december)   | Republiek Wallis                          | Duits: Wallis Frans: Valais Italiaans: Vallese |